# Stages of a Long Journey
Stages of a Long Journey è un album live del bassista e compositore tedesco Eberhard Weber, registrato in Germania nel 2005.

## Accoglienza
Nella recensione di AllMusic Thom Jurek scrive: «Questo è un momento spartiacque nella produzione di Weber, perché rivela i suoi doni collettivi come musicista, che, sebbene sottovalutato, sono esempi luminosi del jazz europeo, folk, classica e nuova musica che ha forgiato negli ultimi 40 anni come leader e come stimato sideman e compositore». All About Jazz lo definisce «Una retrospettiva avvincente che dimostra la malleabilità, il melodismo e la bellezza dell'opera di Weber, l'omissione di Stages of a Long Journey di due parole dalla sua fonte: "The Last Stage of a Long Journey" del bassista, che riceve un espansivo e ampliato trattamento orchestrale - rende chiaro come questa registrazione sia semplicemente una pietra miliare, non un finale».

| Recensione | Giudizio |
| ---------- | -------- |
| AllMusic   | [ 2 ]    |

## Tracce
Tutte le composizioni di Eberhard Weber, eccetto dove indicato.
1. Silent Feet - 7:37
2. Syndrome (Carla Bley) - 7:44
3. Yesterdays (Jerome Kern, Otto Harbach) - 5:03
4. Seven Movements - 5:54
5. The Colours of Chloë - 7:19
6. Piano Transition - 4:11
7. Maurizius - 7:04
8. Percussion Transition (Marilyn Mazur) - 3:03
9. Yellow Fields - 7:01
10. Hang Around (Reto Weber) - 4:17
11. The Last Stage of a Long Journey - 11:06
12. Air - 3:10

## Formazione
- Eberhard Weber - contrabbasso
- Jan Garbarek - sassofono soprano, sassofono tenore (tracce 1, 2, 4-9 & 11)
- Gary Burton - vibrafono (tracce 1, 2, 5-9 & 11)
- Rainer Bruninghaus (tracce 1, 2, 5-9 & 11), Wolfgang Dauner (traccia 3) - pianoforte
- Marilyn Mazur - percussioni (tracce 1, 2, 5-9 & 11)
- Nino G. - beatbox (traccia 10)
- Reto Weber - Hang (traccia10)
- Stuttgart Radio Symphony Orchestra condotto da Roland Kluttig (tracce 1, 5-9 & 11)